# 김병태 (1937년)
김병태(1937년 10월 15일~)는 대한민국의 정치인이다. 제15대 국회의원을 지냈다.

## 역대 선거 결과
|  | 25.29% |

|  | 32.79% |

|  | 37.70% |